# Ismaïlita tayyibita
El corrent ismaïlita tayyibita fou una de les tendències de l'ismaïlisme al Iemen al segle xii. Es va enfrontar al corrent hafizita que donava suport com imam al califa fatimita Al-Hàfidh (1130–1149), la qual va tenir el suport de la dinastia zuràyida.
Els seus quatre primers dais mutlaks foren:
- Dhuayb ibn Musa
- Ibrahim ibn al-Hussayn al-Hamidí
- Hàtim ibn Ibrahim al-Hamidí
- Alí ibn Hàtim al-Hamidí